# Moderátor neutronů
Moderátor neutronů je látka sloužící k intenzivnímu zpomalování rychlých neutronů za účelem udržení štěpné jaderné reakce. Moderátor je jednou ze základních částí tepelného typu jaderného reaktoru. Nejčastěji se používá voda (tlakovodní a varné reaktory), dále grafit (RBMK, AGR, Magnox) a těžká voda (CANDU).

## Důvody použití
Tepelný typ jaderného reaktoru je nejčastějším typem reaktoru, který se využívá v jaderných elektrárnách k výrobě elektrické energie. Název "tepelný" odkazuje na rychlost neutronů, které způsobují štěpení jader 235U v palivu. Výhoda štěpení pomocí tepelných neutronů spočívá především ve snížení minimálního nutného obohacení paliva 235U, při kterém je štěpná řetězová reakce udržitelná a sama nezanikne. Obohacení paliva pro tepelné reaktory se pohybuje maximálně do 5% 235U v závislosti na konstrukci reaktoru. Protože střední energie neutronů vznikajících ze štěpení je 2 MeV a tepelná energie neutronů je okolo 0,025 eV, je nutné používat moderátor neutronů.

## Fyzikální popis zpomalování neutronů
Neutrony jsou moderátorem zpomalovány až na rychlost, která přísluší tepelné energii moderátoru, pomocí srážek neutronů s jádry atomů moderátoru. Při pokojové teplotě tedy zhruba na energii 0,025 eV. Zpomalení lze vysvětlit na základě běžné představy o srážkách dvou pevných těles, kdy těleso s vyšší rychlostí (neutron) předá tělesu s rychlostí menší (jádro atomu moderátoru) část své energie.

Elastická srážka dvou stejně hmotných těles

Pružná srážka však není jediným výsledkem, který může při srážce neutronu s jádrem atomu moderátoru nastat. Může rovněž dojít k neelastické srážce či k absorpci neutronu v jádře a vytvoření tak jiného izotopu a následnému vyzáření gama záření, čímž se nové jádro zbavuje přebytečné energie. V případě některých prvků může dojít i ke štěpení.
To, k jakému výsledku srážka povede, je otázkou pravděpodobnosti a v jaderné fyzice se k popisu této pravděpodobnosti používá tzv. "mikroskopický účinný průřez". Mikroskopický účinný průřez obecně udává míru pravděpodobnosti (celková pravděpodobnost není rovna 1 a tudíž nelze mluvit o pravděpodobnosti tak, jak ji chápe matematika), že dojde k dané interakci mezi jedním jádrem, nacházejícím se v terčové ploše 1 m2, a jedním dopadajícím neutronem (či obecně jinou částicí), který projde kolmo touto plochou. Jednotkou je m2, případně barn = 10−28 m2. Mikroskopický účinný průřez se značí písmenem σ.
Mezi nejběžnější interakce, ke kterým v reaktoru dochází, patří:
1. absorpce - σa
- štěpná absorpce (štěpení) - σf - označováno jako (z,fission)
- neštěpná absorpce (radiační záchyt) - σr - označováno jako (z,γ)

2. rozptyl - σs
- pružný rozptyl - σe - označováno jako (z,elastic)
- nepružný rozptyl - σi - označováno jako (z,inelastic)

Součet pravděpodobností jednotlivých interakcí je roven pravděpodobnosti celkové.
σt(totální) = σa + σs = σf + σr + σe + σi
Hodnota mikroskopického účinného průřezu je závislá především na vzájemné rychlosti neutronu a jádra s nímž interaguje, ale také na úhlu pod kterým se srazí a na dalších faktorech. A právě pro interakci štěpení σf mezi neutronem a jádrem 235U je pravděpodobnost tím vyšší, čím menší je rozdíl jejich rychlostí, jak dokládá obrázek. Při vyšších vzájemných rychlostech naopak s větší pravděpodobností dochází k odrazu (rozptylu) neutronu nebo k jeho absorpci v jádře bez štěpení. Následným produktem štěpení jsou další 2 až 3 rychlé neutrony se střední energií okolo 2 MeV, které je opět nutné zpomalit.
Mikroskopický účinný průřez se ze své definice týká v podstatě pouze interakce jednoho neutronu v plošném terči a nijak nezohledňuje hustotu jader v reálném materiálu terče ani jeho prostorový rozměr. Teprve až "makroskopický účinný průřez" definovaný vztahem
{\displaystyle \Sigma =N\sigma } kde {\displaystyle N={\frac {N_{A}}{M}}\rho }
vyjadřuje míru pravděpodobnosti, že dojde k příslušné interakci mezi jedním neutronem nalétávajícím kolmo na stranu krychle daného materiálu o hraně 1m a jedním jádrem tohoto materiálu.
Obrázek pro 238U vysvětluje, proč jej nelze použít jako palivo v případě tepelných reaktorů, protože při energiích okolo 0,025 eV je hodnota σf velice malá. Za to σf u 235U dosahuje stovek barnů a převyšuje tak jakoukoliv jinou možnou interakci. Jinak je tomu v rychlých reaktorech s energií neutronů v řádu MeV, kde je hodnota σf 235U srovnatelná s 238U.

mikroskopické účinné průřezy
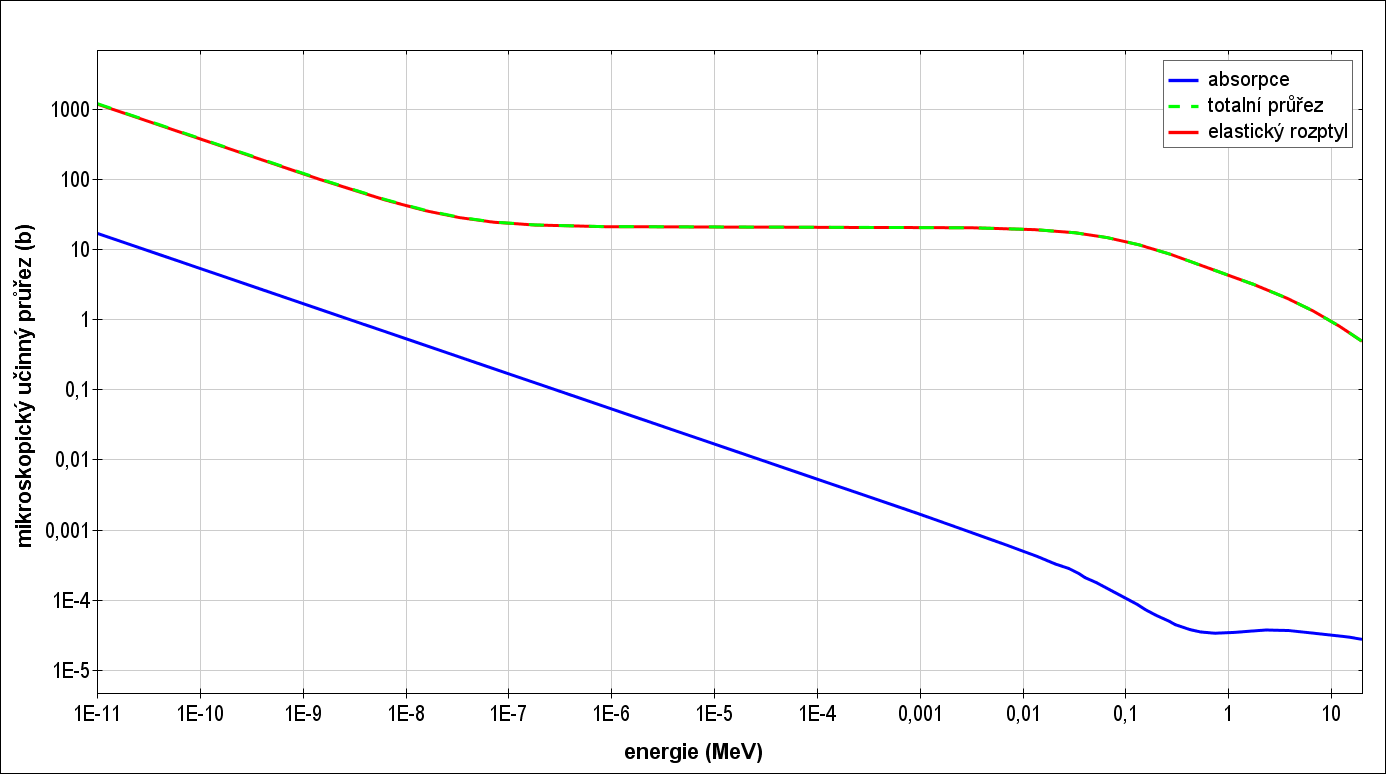
1H
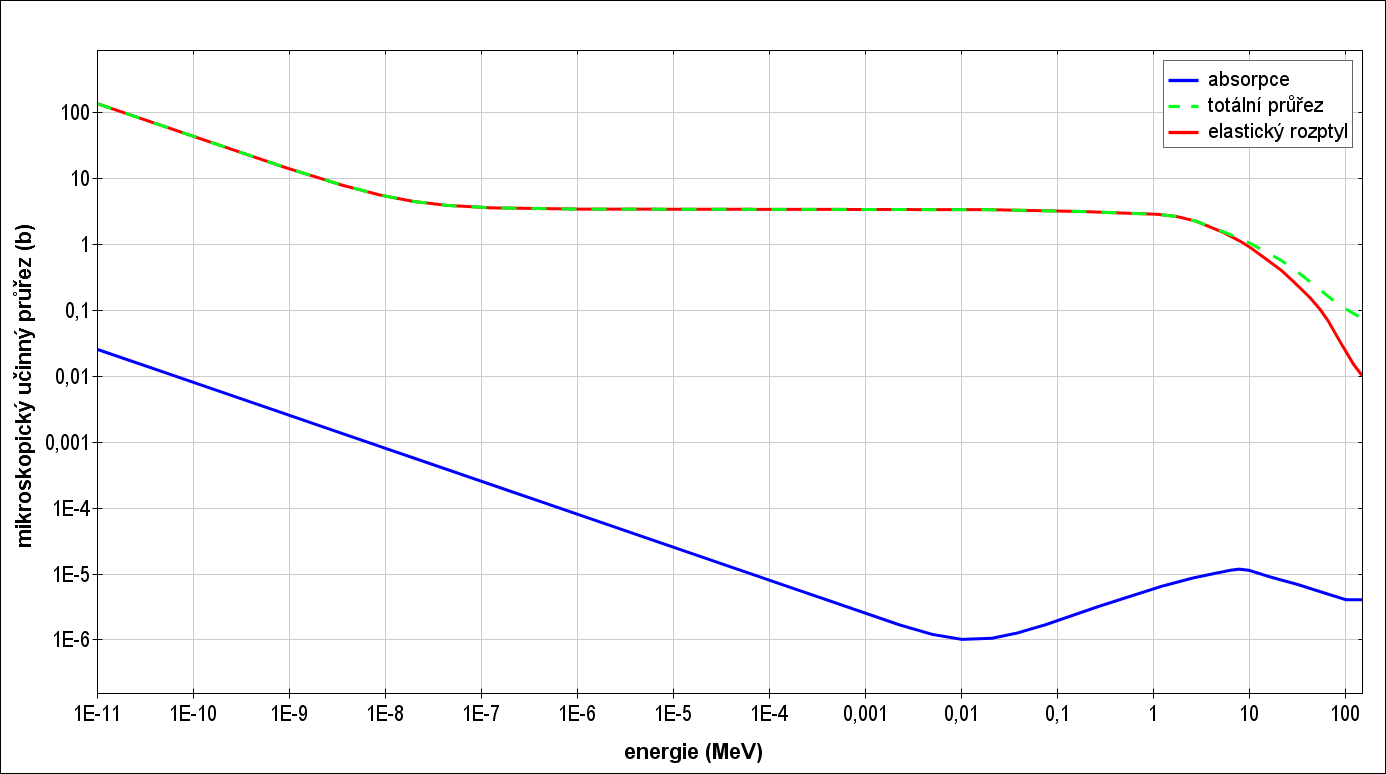
2H
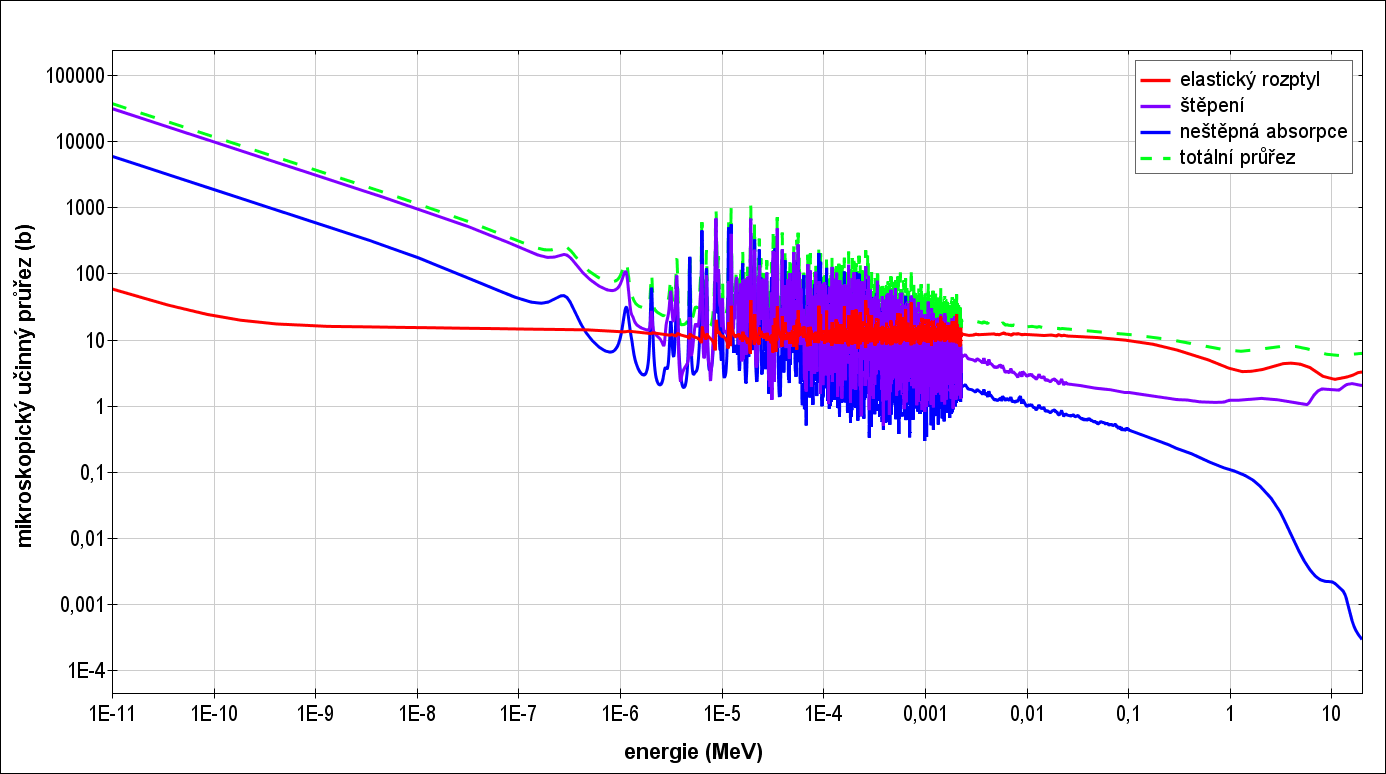
235U
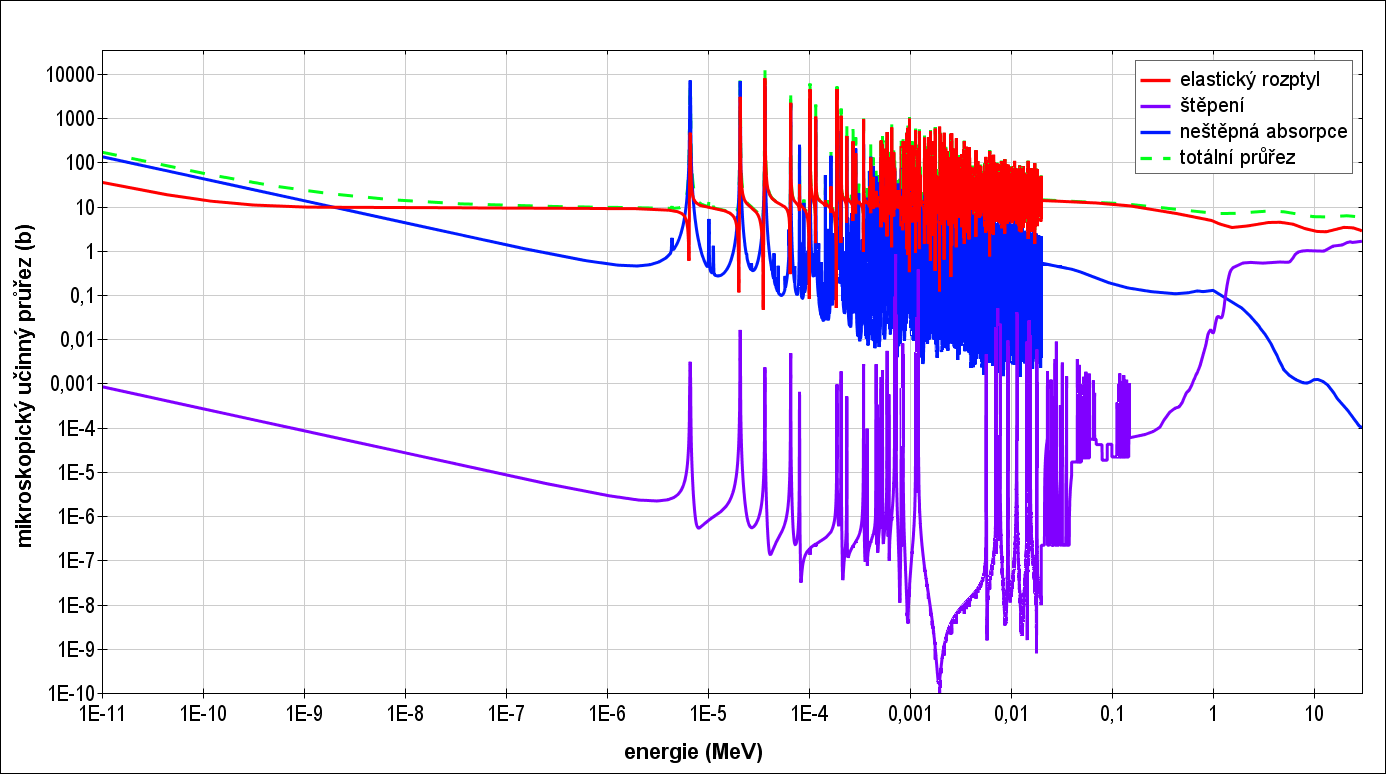
238U

Moderátor tedy není nutnou podmínkou pro vznik a udržení štěpné řetězové reakce, protože i rychlý neutron má jistou pravděpodobnost, že 235U rozštěpí a navíc při vysokých rychlostech je schopen více štěpit i 238U. Významně však zlepšuje "neutronovou ekonomiku" v reaktoru, protože větší procento ze všech vzniklých neutronů rozštěpí další jádra uranu, místo aby byly absorbovány nebo z reaktoru vyletěly. Důsledkem toho není nutné palivo vysoce obohacovat a běžně lze vystačit s obohacením do 5% 235U. Rychlé reaktory moderátor nevyužívají a proto musí mít palivo vysoce obohacené.

## Porovnání moderátorů
Ideální moderátor (z fyzikálního pohledu) by měl splňovat několik podmínek:
- zpomalit neutron hned po první srážce, aby neunikl daleko od paliva
- minimální schopnost absorpce neutronů

V jaderné fyzice se pro základní popis "vhodnosti" moderátoru používá tzv. koeficient zpomalení, který v sobě zahrnuje obě dvě předchozí podmínky. Tento koeficient nemá přiřazenou žádnou obvyklou zkratku, zvolme tedy například K. Pak platí
{\displaystyle K={\frac {\xi \Sigma _{s}}{\Sigma _{a}}}}
kde {\displaystyle \xi } je střední logaritmický dekrement energie definovaný vztahem {\displaystyle \xi =1+{\frac {\alpha \ln \alpha }{1-\alpha }}} a udává jakou energii průměrně neutron při své srážce ztratí (veličina je zvolena tak, aby nebyla závislá na energii neutronu před srážkou a dalo se s ní pak lépe počítat). {\displaystyle \alpha } je tzv. srážkový parametr definovaný vztahem {\displaystyle \alpha =\left({\frac {A-1}{A+1}}\right)^{2}}, kde {\displaystyle A} je nukleonové číslo moderátoru.
{\displaystyle \Sigma _{s}} je tzv. makroskopický účinný průřez pro rozptyl, který je dán vztahem {\displaystyle \Sigma _{s}=N\sigma _{s}} a vyjadřuje s jakou pravděpodobností se neutron nalétávající kolmo na stranu krychle o hraně 1m v ní rozptýlí.
{\displaystyle \Sigma _{a}} je tzv. makroskopický účinný průřez pro absorpci, který je dán vztahem {\displaystyle \Sigma _{a}=N\sigma _{a}} a vyjadřuje s jakou pravděpodobností se neutron nalétávající kolmo na stranu krychle o hraně 1m v ní absorbuje.
Tvar vztahu K je tedy lehce vysvětlitelný, protože chceme, podle první podmínky, co nejrychleji neutron zpomalit ({\displaystyle \xi } v čitateli) a chceme, aby srážek, které vedou ke zpomalení, prodělal co nejvíce na krátké dráze ({\displaystyle \Sigma _{s}} ve čitateli). Naopak nechceme, aby se neutron v jádře absorboval ({\displaystyle \Sigma _{a}} ve jmenovateli).
Z principu předávání energie při srážkách dvou těles tedy vyplývá, že ideálním moderátorem podle první podmínky by měl být prvek, jehož jádro má stejnou hmotnost jako neutron, protože při srážce dvou stejně hmotných těles může dojít k předání veškeré energie (viz srážkový parametr {\displaystyle \alpha }). Tímto prvkem je běžný vodík, který je ale zpravidla v plynném skupenství a jako moderátor těžko použitelný. Využívá se tedy sloučenin na bázi vodíku, například lehká voda, která je obecně, co do schopnosti zpomalit neutrony, nejlepším moderátorem.
Druhá podmínka ovšem upřednostňuje izotop vodíku 2H, respektive sloučeninu těžkou vodu, protože pravděpodobnost absorpce neutronu v jádře deuteria je velice nízká na rozdíl od jádra běžného vodíku.
Porovnáním těchto dvou faktorů jsou nejlepšími běžnými moderátory neutronů tyto materiály:
| moderátor  | {\displaystyle \xi } | {\displaystyle \xi \Sigma _{s}} | {\displaystyle {\frac {\xi \Sigma _{s}}{\Sigma _{a}}}} |
| ---------- | -------------------- | ------------------------------- | ------------------------------------------------------ |
| těžká voda | 0,570                | 17,6                            | 5670                                                   |
| beryllium  | 0,209                | 15,8                            | 143                                                    |
| uhlík      | 0,158                | 6                               | 192                                                    |
| lehká voda | 0,948                | 135                             | 71                                                     |

Těžká voda je tak dobrý moderátor, že umožňuje jako palivo využít přírodní koncentraci uranu-235, která má hodnotu cca 0,72%. Komerčně velice úspěšným reaktorem na těžkou vodu je kanadský reaktor CANDU. Těžkou vodu jako moderátor využíval také reaktor A1 v Jaderné elektrárně Jaslovské Bohunice. Širšímu uplatnění těžké vody jako moderátoru neutronů brání její vysoká cena.
Grafitový moderátor byl v minulosti hojně využíván, dnes počet reaktorů s tímto moderátorem postupně klesá, jak se starší reaktory uzavírají a nové reaktory s tímto moderátorem stavěny nejsou. Grafitový moderátor využívají například původem ruské reaktory RBMK nebo britské reaktory Magnox. Hlavní nevýhodou grafitu oproti jiným moderátorům je jeho možnost hoření a fakt, že při vysokém výkonu reaktoru v havarijních podmínkách jsou neutrony stále grafitem moderovány a štěpná řetězová reakce může stále probíhat. Při využití vody jako moderátoru v kombinaci s příliš vysokým výkonem se voda vypaří, neutrony nejsou dále moderovány a štěpná řetězová reakce se tak sama zastaví. Obohacení paliva u grafitem moderovaných reaktorů se mohlo průměrně pohybovat okolo 2% 235U.
Beryllium jako moderátor bylo využíváno pouze u experimentálních a výzkumných reaktorů nízkého výkonu, které nebyly určeny pro komerční využití. Hlavní nedostatkem beryllia je jeho mimořádná toxicita.
Lehká voda je komerčně nejpoužívanějším moderátorem jaderných reaktorů. Hlavními důvody jsou schopnost fungovat rovněž jako chladivo, velmi dobře známé fyzikální vlastnosti v podmínkách provozu reaktoru a nízká cena. Nevýhodou naopak je, že se musí palivo obohacovat na úroveň 3% až 5% 235U, což výrobu paliva prodražuje.